# Libellula foliata
La libélula gris (Libellula foliata) es una libélula perteneciente a la familia de las libélulas rayadoras (Libellulidae). Es poco común en la mayoría de las zonas donde habita, sin embargo, está presente en muchas localidades y su distribución es lo suficientemente amplia como para no considerarse en peligro actualmente.

## Clasificación y descripción de la especie
Libellula es un género principalmente holártico compuesto por 30 especies, 27 de las cuales se encuentran en América. Las libélulas de este grupo generalmente son los individuos dominantes en charcas, estanques y lagos. Está estrechamente emparentado con los géneros Ladona y Plathemis. Las especies de este género usualmente presentan coloraciones brillantes y manchas conspicuas en las alas que ayudan a su identificación. La cabeza es color café oscuro con marcas verdosas, volviéndose negra con la edad; el tórax es verdoso, tornándose azul pruinoso en individuos maduros; las alas son hialinas y pueden tener una ligera tonalidad amarilla.

## Distribución de la especie
Habita en Costa Rica, Guatemala, Honduras, México, Nicaragua y Panamá.

## Hábitat
Se encuentra en estanques, pantanos y arroyos lentos de tierras altas.

## Estado de conservación
Se considera como especie de preocupación menor en la lista roja de la UICN.